# 1967년 미스코리아
1967년 미스코리아는 1967년 6월 13일에 서울특별시 종로구의 서울시민회관에서 열린 열한번째 미스코리아 선발대회이다.

## 입상자
| 대회 |        | 진 (眞) | 선 (善) | 미 (美) |
| ---- | ------ | ------- | ------- | ------- |
| 본선 | 홍정애 | 최양지  | 정영화  |         |